# ジャクソン・ヘインズ
ジャクソン・ヘインズ（Jackson Haines, 1840年 - 1875年6月23日）は、アメリカニューヨーク出身の男性フィギュアスケート選手。
音楽とバレエをフィギュアスケートに取り入れたフリースケーティングを考案し、「近代フィギュアスケートの父」と呼ばれる。1976年世界フィギュアスケート殿堂入り。

## 経歴
スケートを始める前はアメリカニューヨーク出身のバレエ・ダンサーであった。1863年に非公式であるがアメリカ選手権チャンピオンとなる。
1864年にヨーロッパに渡り、ウィーンでスケーティングにバレエのポーズやダンス・ステップを取り入れることを考案した。ベートヴェンやシューベルトの曲を使用した。彼のスケートは「インターナショナルスタイル」呼ばれた。これが現在のフィギュアスケートの原型となった。
スピンの基本姿勢のひとつであるシットスピンを考案し、このスピンは「ジャクソン・ヘインズ・スピン」とも呼ばれている。
ヨーロッパ各地でスケート学校を開き、スケートの普及に努めた。門弟には、1888,1889,1891年アメリカ選手権優勝のルイス・ルベンスタイン(Louis Rubenstein)、1906年アメリカ選手権優勝のアービング・ブロコウらがいる。
1875年、フィンランドにて死去。墓石に「米国人のスケート王」("In remembrance of the American Skating King.")と刻まれた。1976年に世界フィギュアスケート殿堂入りした。